# Spacefiller
 (juillet 2025).
Si vous disposez d'ouvrages ou d'articles de référence ou si vous connaissez des sites web de qualité traitant du thème abordé ici, merci de compléter l'article en donnant les références utiles à sa vérifiabilité et en les liant à la section « Notes et références ».

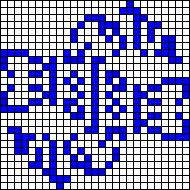
Un exemple de spacefiller.

Un spacefiller (de l'anglais : spacefiller, remplisseur d'espace) est une figure qui grossit exponentiellement en étendant un agar (un oscillateur ou une structure stable infini et bidimensionnel). Le premier spacefiller découvert a été  appelé max car la vitesse à laquelle son nombre de cellules augmente est maximale. Les spacefillers sont donc les figures qui grossissent le plus rapidement possible.

L'agar qu'étendent les spacefillers.

## Structures associées
Avec une petite modification, on peut créer un demi-spacefiller, qui couvre la moitié de l'espace.